# Metre per segon
El metre per segon (símbol: m/s) és una unitat derivada del Sistema Internacional d'Unitats per a mesurar la velocitat, definida com la distància en metres dividida pel temps en segons.
Alguns exemples de velocitats en m/s:
- 0.013 m/s = 1.3 cm/s — velocitat d'un cargol de jardí
- 1 m/s — la velocitat típica d'un humà al caminar. Per sota de 2 m/s, és més eficient caminar que córrer, per sobre d'aquesta velocitat és més eficient córrer
- 1 m/s — la velocitat del senyals que viatgen pels axons en el còrtex humà
- 28 m/s — Un cotxe viatjant a 100 kilòmetres per hora (km/h); també és la velocitat que un guepard pot mantenir.
- 120 m/s — la màxima velocitat dels impulsos nerviosos, viatjant per fibres nervioses mielíniques a la columna vertebral
- 343 m/s — aproximadament la velocitat del so
- 3 × 108 m/s — aproximadament la velocitat de la llum

1 metre per segon = 3.2808 peus per segon = 2.2369 milles per hora = 3.6 km/h
El quilòmetre per segon, equivalent a mil metres per segon, és una unitat emprada en astrometria per a mesurar la velocitat radial d'estrelles i galàxies.